# 粗枝竹节柳珊瑚
粗枝竹节柳珊瑚（学名：Isis hippuris）一种分布于太平洋西部热带海域的竹节柳珊瑚。

## 形态特征
群体高约40厘米，基部附着于岩石；主干扁平；树枝分叉但大体形成一扇面。水螅体在珊瑚枝四周均匀分布，收缩后在皮层上留下一个一个小孔。中轴分节。皮层骨针无色，以长腰双球型骨针为主。